# Honoré Courtin
Honoré de Courtin, seigneur de Chanteraine, född 1626 i Paris, död 1703 i Paris, var en fransk diplomat.
Efter att ha börjat sin bana som parlamentsledamot och intendent ägnade sig Courtin åt diplomatin, var medlare vid förhandlingar i Breda mellan England och Nederländerna och ambassadör i England och Sverige. Som svensk ambassadör slöt han det för Sverige ödesdigra fördraget av 4 april (14 april) 1672, en stor framgång för den franska diplomatin.